# كفر أبو نجاح
قرية كفر أبو نجاح هي إحدى القرى التابعة لمركز الزقازيق في محافظة الشرقية في جمهورية مصر العربية. حسب إحصاءات سنة 2006، بلغ إجمالي السكان في كفر أبو نجاح 5242 نسمة، منهم 2792 رجل و2450 امرأة.